# Erebia semipupillata
Erebia semipupillata är en fjärilsart som beskrevs av Hoffmann 1950. Erebia semipupillata ingår i släktet Erebia och familjen praktfjärilar. Inga underarter finns listade i Catalogue of Life.